# Koritnica, Krško
Koritnica este o localitate din comuna Krško, Slovenia, cu o populație de 25 de locuitori.